# Синьду (Синтай)
Синьду́ (кит. упр. 信都, пиньинь Xìndū) — район городского подчинения городского округа Синтай провинции Хэбэй (КНР). Название района отсылает к находившемуся в этих местах античному городу Синьду, бывшему столицей ряда царств в истории Китая.

## История
Эти места населены уже более 3500 лет, именно здесь находился старый город Синтай.
В 1981 году здесь был создан район Цяоси (桥西区, «к западу от железнодорожного моста»). Постановлением Госсовета КНР от 5 июня 2020 года район был переименован в Синьду, при этом к нему была присоединена часть земель расформированного одновременно с этим уезда Синтай.

## Административное деление
Район Цяоси делится на 8 уличных комитетов, 11 посёлков и 6 волостей..

## Экономика
Синьду является крупным центром по сбору каштанов. По состоянию на 2024 год производство каштанов достигло 49,9 тыс. тонн в год, а общий оборот каштанового сектора составил 629 млн юаней (87,62 млн долл. США).